# انستیتو نیلز بور

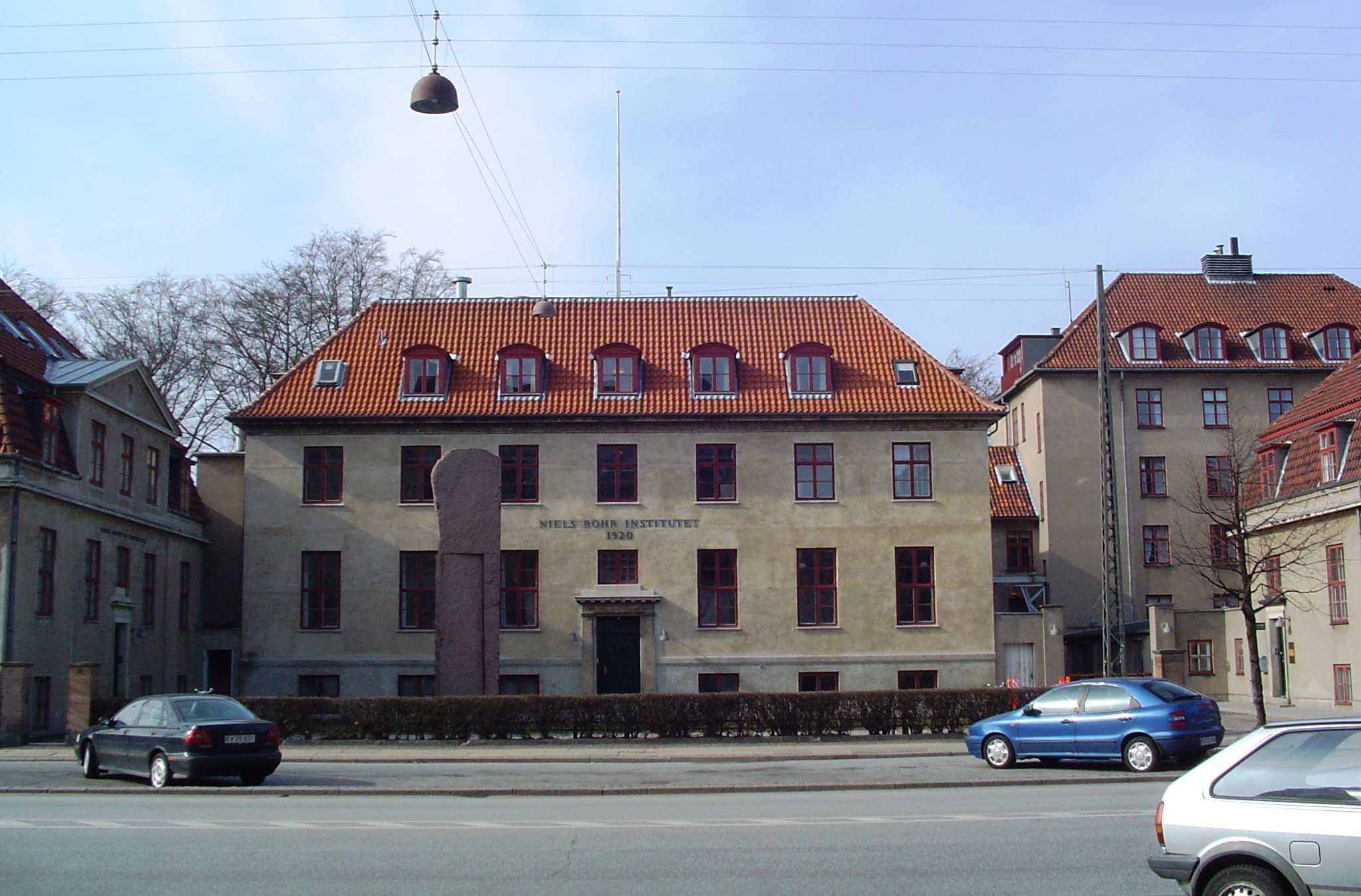
نمایی از ساختمان انستیتو نیلز بور - ۲۰۰۵

انستیتو نیلز بور مرکز تحقیقاتی دانشگاه کپنهاگ است. این مرکز در سال ۱۹۲۳ میلادی توسط نیلز بور تأسیس شد. 